# Locoal-Mendon
Locoal-Mendon település Franciaországban, Morbihan megyében. Lakosainak száma 3529 fő (2022. január 1.). Locoal-Mendon Landaul, Brech, Ploemel, Erdeven, Belz, Plouhinec, Sainte-Hélène és Nostang községekkel határos.

## Népesség
A település népességének változása:
| Lakosok száma | 1750 | 1881 | 2080 | 2895 | 3279 | 3365 | 3416 | 3464 | 3486 | 3529 |
|               | 1968 | 1982 | 1990 | 2006 | 2013 | 2015 | 2017 | 2019 | 2020 | 2022 |